# Nodaria unipuncta
Nodaria unipuncta là một loài bướm đêm trong họ Noctuidae.